# Diego Giovanni Ravelli
Diego Giovanni Ravelli (* 1. listopadu 1965 Lazzate) je italský římskokatolický duchovní, arcibiskup a hlavní papežský ceremoniář.

## Život
Narodil se 1. listopadu 1965 v Lazzate.
Vstoupil do kněžského semináře v Como. Po teologických studiích byl 15. června 1991 biskupem Alessandrem Maggiolinim vysvěcen na kněze a inkardinován do diecéze Como. Vykonával různé pastorační služby. Roku 1998 se stal úředníkem Ůřadu papežského almužníka a 24. září vstoupil do kléru suburbikální diecéze Velletri-Segni.
Roku 2000 dokončil studium pedagogiky na Papežské salesiánské univerzitě v Římě. O čtyři roky později získal na Papežském ateneu sv. Anselma licenciát z liturgiky a roku 2010 doktorát. Dne 2. června 2003 mu byl udělen titul Kaplan Jeho Svatosti a 13. února 2006 Prelát Jeho Svatosti.
Od 25. února 2006 působil jako papežský ceremoniář. Po jmenování Guida Mariniho na biskupský stolec jej papež František 11. října 2021 ustanovil hlavním papežským ceremoniářem a hlavou Papežského pěveckého sboru Sixtinské kaple. Od roku 2022 je členem Dikasteria pro bohoslužbu a svátosti. Dne 21. dubna 2023 byl papežem ustanoven titulárním arcibiskupem z Recanati. Biskupské svěcení přijal 3. června z rukou kardinála Pietra Parolina a spolusvětiteli byli kardinál Konrad Krajewski a biskup Guido Marini.
Je také papežským delegátem baziliky svatého Antonína v Padově.